# جایزه و نشان ملدولا
جایزه و مدال ملدولا جایزه ای است که سالانه از ۱۹۲۱ تا ۱۹۷۹ از سوی انجمن شیمی و از ۱۹۸۰ تا ۲۰۰۸ از سوی انجمن سلطنتی شیمی به یک شیمی‌دان بریتانیایی که زیر ۳۲ سال سن دارد اهدا می‌شود؛ این شیمیدان برای کارهای آینده دار در زمینهٔ شیمی (که منتشر کرده‌است) این جایزه را دریافت می‌کند. این نشان به افتخار رافائل ملدولا چنین نامگذاری شده‌است. جایزه شامل ۵۰۰ پوند پول و یک مدال برنزی است.
در سال ۲۰۰۸ جایزه تغییر کرد و با جایزهٔ یادبود ادوارد هریسون یکی شد و جایزهٔ یادبود هریسون-ملدولا نام گرفت.

## دریافت کنندگان
از جمله دریافت کنندگان این جایزه عبارتند از:
- کریستوفر کلک اینگولد
- سر سایریل هینشلوود
- رونالد نوریش
- جودا هیرش کوآستل
- رانی بل
- اوارت جونز
- رالف رافائل
- توماس سامرز وست
- پیتر اتکینز
- جرمی سندرز
- کریس هانتر